# Aleurocybotus occiduus
Aleurocybotus occiduus är en insektsart som beskrevs av Russell 1964. Aleurocybotus occiduus ingår i släktet Aleurocybotus och familjen mjöllöss. Inga underarter finns listade i Catalogue of Life.